# Herbert George Baker
Herbert George Baker (Portland, 14 de diciembre de 1920-2001) fue un botánico, ecólogo, profesor y explorador estadounidense británico. Era una autoridad en biología de la polinización y sistemas reproductivos de las angiospermas. Originó el concepto, llamado ley de Baker, de que la autopolinización debería ser común en especies que han tenido éxito en establecer poblaciones a largas distancias de las originales por medio de dispersión.
Realizó exploraciones botánicas en Ghana, en colaboración con la Universidad de Ghana, donde fue jefe de su Departamento de botánica de 1954 a 1957. Realizó actividades académicas en la cátedra de botánica en la Universidad de California, y accedió a director de su Jardín Botánico.

## Algunas publicaciones
- jane h. Bock, yan b. Linhart, herbert g. Baker. 1989. The Evolutionary ecology of plants. Westview Special Studies. Edición ilustrada de Westview Press, 600 pp.

- herbert george Baker, harold a. Mooney, james a. Drake. 1986. Ecology of biological invasions of North America and Hawaii. Volumen 58 de Ecological studies. Analysis and Synthesis. Edición ilustrada de Springer-Verlag, 321 pp. ISBN 0387962891

- -----------------------------------. 1984. The future of plants and vegetation under human influence. Nº 2 de Special publication. Editor Pacific Division, Am. Ass. for the Advancement of Sci. 14 pp.

- -----------------------------------. 1978. Plants and civilization. 3ª edición ilustrada de Wadsworth Pub. Co. 198 pp. ISBN 0534005756

- -----------------------------------. 1970. Two cases of bat pollination in Central America. Edición reimpresa. 11 pp.

- -----------------------------------. 1968a. Las plantas y la civilización. Fundamentos de la botánica. Tradujo Carlos Villegas García. Editor	Herrero Hermanos Sucesores, 193 pp.

- -----------------------------------. 1968b. Intrafloral ecology. Volumen 13 de Annual review of entomology. Editor Annual review of entomology, 30 pp.

- -----------------------------------. 1965. Plants and civilisation. Fundamentals of botany series. Editor Wadsworth, 184 pp.

- -----------------------------------. 1965b. Ecology and economic development in tropical Africa. Nº 9 de Research series, Berkeley. Institute of International Studies University of California. Volumen 9 de California. University. Institute of International Studies. Research series. Editor David Brokensha & Institute of Int. Studies, Univ. of California, 268 pp.

- -----------------------------------, george ledyard Stebbins. 1965c. The genetics of colonizing species: proceedings. Volumen 1964. Edición reimpresa de Academic Press, 588 pp.

- -----------------------------------. 1965d. Charles Darwin and the perennial flax--a controversy and its implications. Editor Huntia, 21 pp.

- -----------------------------------. 1965e. The evolution of the cultivated kapok tree: a probable West African product. Edición reimpresa. 31 pp.

- -----------------------------------. 1965f. Characteristics and modes of origin of weeds. Edición reimpresa. 26 pp.

- -----------------------------------. 1964a. Opportunities for evolutionary studies in the tropics. Edición reimpresa. 6 pp.

- -----------------------------------. 1964b. Variation in style length in relation to outbreeding in Mirabilis (Nyctaginaceae). Edición reimpresa. 6 pp.

- -----------------------------------. 1962. Annotations in volumes of De Candolle's Prodromus which accompanied Sir Joseph Dalton Hooker to Antarctica. Editor	Society for the Bibliography of Natural History, 9 pp.

- -----------------------------------. 1954. The Limonium binervosum complex in western and northern Ireland. Edición reimpresa de Society by T. Buncle & Co. 141 pp.

- La abreviatura «H.G.Baker» se emplea para indicar a Herbert George Baker como autoridad en la descripción y clasificación científica de los vegetales.[3]